# Olympische Jugend-Sommerspiele 2014/Leichtathletik
Bei den Olympischen Jugend-Sommerspielen 2014 in der chinesischen Metropole Nanjing wurden 37 Wettbewerbe in der Leichtathletik ausgetragen.
Die Wettbewerbe fanden vom 20. bis zum 26. August im Nanjing Olympic-Sports-Center-Stadion statt.

## Jungen

### 100 m
| Platz | Land | Athlet            | Zeit (s) |
| ----- | ---- | ----------------- | -------- |
| 1     | ZAM  | Sydney Siame      | 10,56    |
| 2     | JPN  | Kenta Oshima      | 10,57    |
| 3     | AUS  | Trae Williams     | 10,60    |
| 4     | ESP  | Aitor Same Ekobo  | 10,71    |
| 5     | KUW  | Mishal al-Mutairi | 10,60    |
| 6     | DEN  | Kristoffer Hari   | 10,80    |
| 7     | VEN  | Josneyber Ramírez | 10,82    |
| 8     | BAH  | Tyler Bowe        | 10,96    |
|       | JAM  | Raheem Chambers   | DNS      |

Finale: 23. August

### 200 m
| Platz | Land | Athlet         | Zeit (s) |
| ----- | ---- | -------------- | -------- |
| 1     | USA  | Noah Lyles     | 20,80    |
| 2     | BOT  | Baboloki Thebe | 21,20    |
| 3     | TWN  | Yang Chun-han  | 21,31    |
| 4     | TTO  | Akanni Hislop  | 21,57    |
| 5     | ZAM  | Brian Kasinda  | 21,61    |
| 6     | JAP  | Jun Yamashita  | 21,62    |
|       | JAM  | Chad Walker    | DSQ      |
|       | ITA  | Filippo Tortu  | DNS      |

Finale: 24. August

### 400 m
| Platz | Land | Athlet              | Zeit (s) |
| ----- | ---- | ------------------- | -------- |
| 1     | JAM  | Martin Manley       | 46,31    |
| 2     | BOT  | Karabo Sibanda      | 46,76 PB |
| 3     | BAH  | Henri Delauze       | 46,91 PB |
| 4     | KEN  | Ian Mutuku          | 47,08    |
| 5     | DEN  | Benjamin Lobo Vedel | 47,29    |
| 6     | ETH  | Gemechu Alemu       | 47,66    |
| 7     | BRA  | Anderson Cerqueira  | 47,81    |
| 8     | ESP  | Jesús Serrano       | 48,61    |

Finale: 23. August

### 800 m
| Platz | Land | Athlet                 | Zeit (min) |
| ----- | ---- | ---------------------- | ---------- |
| 1     | USA  | Myles Marshall         | 1:49,14    |
| 2     | UGA  | Geofrey Balimumiti     | 1:49,37 PB |
| 3     | ETH  | Bacha Morka Mulata     | 1:49,73    |
| 4     | MAR  | Mohamed el-Amrani      | 1:49,99 PB |
| 5     | AUS  | Ryan Patterson         | 1:50,58 PB |
| 6     | SUI  | Tom Elmer              | 1:52,35    |
| 7     | ZAM  | Godfrey Chama          | 1:52,49    |
|       | ESP  | Idriss Moussa Youssouf | DSQ        |

Finale: 25. August
 Tom Elmer belegte mit 1:52,35 min im Finale Platz 6.

### 1500 m
| Platz | Land | Athlet                 | Zeit (min) |
| ----- | ---- | ---------------------- | ---------- |
| 1     | KEN  | Gilbert Kwemoi Soet    | 3:41,99 PB |
| 2     | ETH  | Mulugeta Asefa Uma     | 3:45,08 PB |
| 3     | DJI  | Mohamed Ismail Ibrahim | 3:45,72 PB |
| 4     | MAR  | Mostafa Smaili         | 3:46,28 PB |
| 5     | IND  | Ajay Kumar Saroj       | 3:46,92 PB |
| 6     | FRA  | Baptiste Mischler      | 3:47,22 PB |
| 7     | BDI  | Rodrigue Biziyaremye   | 3:48,20 PB |
| 8     | RWA  | James Sugira           | 3:48,92    |

Finale: 24. August

### 3000 m
| Platz | Land | Athlet                    | Zeit (min) |
| ----- | ---- | ------------------------- | ---------- |
| 1     | ETH  | Yomif Kejelcha            | 7:56,20    |
| 2     | BDI  | Thierry Ndikumwenayo      | 8:06,05 PB |
| 3     | KEN  | Moses Koech               | 8:06,33    |
| 4     | BHR  | Abdi Ibrahim Abdo         | 8:08,91 PB |
| 5     | ESP  | Jordi Torrents            | 8:09,99 PB |
| 6     | ALG  | Tawfiq Bouziane           | 8:18,98 PB |
| 7     | MAR  | Amine Zahaf               | 8:21,62    |
|       | FRA  | Mohamed Amine El Bouajaji | DSQ        |

Finale: 24. August

### 110 m Hürden
| Platz | Land | Athlet              | Zeit (s)  |
| ----- | ---- | ------------------- | --------- |
| 1     | JAM  | Jaheel Hyde         | 12,96 WYR |
| 2     | GER  | Henrik Hannemann    | 13,40 PB  |
| 3     | KOR  | Kim Gyeongtae       | 13,43 PB  |
| 4     | IND  | Maymon Poulose      | 13,57 PB  |
| 5     | ESP  | Juan José Garrancho | 13,59     |
| 6     | POL  | Dawid Żebrowski     | 13,71     |
| 7     | USA  | Amere Lattin        | 15,53     |
|       | COL  | Joshuán Berrios     | DSQ       |

Finale: 23. August

### 400 m Hürden
| Platz | Land | Athlet                | Zeit (s) |
| ----- | ---- | --------------------- | -------- |
| 1     | CHN  | Xu Zhihang            | 50,61 PB |
| 2     | TUN  | Mohamed Farès Jelassi | 50,61 PB |
| 3     | FRA  | Victor Coroller       | 51,19 PB |
| 4     | BRA  | Mikael de Jesús       | 51,30    |
| 5     | THA  | Witthawat Thumcha     | 52,50    |
| 6     | DOM  | Juan Francisco Núñez  | 52,70 PB |
| 7     | AUT  | Dominik Hufnagl       | 52,95    |
| 8     | SKN  | Akeem Chumney         | 53,26    |

Finale: 25. August

### 2000 m Hindernislauf
| Platz | Land | Athlet                 | Zeit (min) |
| ----- | ---- | ---------------------- | ---------- |
| 1     | ETH  | Wogene Sebisibe Sidamo | 5:38,42    |
| 2     | KEN  | Amos Kirui             | 5:40,29    |
| 3     | MAR  | Hicham Chemlal         | 5:40,94    |

Die Finalwettkämpfe wurden am 25. August ausgetragen.

### 10 km Gehen
| Platz | Land | Athlet                  | Zeit (min)  |
| ----- | ---- | ----------------------- | ----------- |
| 1     | JPN  | Minoru Onogawa          | 42:03,64 PB |
| 2     | RUS  | Wladislaw Saraikin      | 42:10,95 PB |
| 3     | MEX  | Noel Chama              | 42:14,11    |
| 4     | PER  | César Augusto Rodríguez | 42:26,49    |
| 5     | KOR  | Joo Hyeon-myeong        | 43:51,89 PB |
| 6     | ESP  | Manuel Bermúdez         | 44:12,55    |
| 7     | TPE  | Chang Wei-lin           | 44:27,87 PB |
| 8     | LAT  | Arturs Makars           | 46:29,07    |

Die Finale: 24. August

### Hochsprung
| Platz | Land | Athlet         | Höhe (m)  |
| ----- | ---- | -------------- | --------- |
| 1     | RUS  | Danil Lyssenko | 2,20      |
| 2     | JPN  | Yuji Hiramatsu | 2,14 (PB) |
| 3     | AUS  | Shemaiah James | 2,14 (PB) |

Die Finalwettkämpfe wurden am 23. August ausgetragen.

### Stabhochsprung
| Platz | Land | Athlet               | Höhe (m)  |
| ----- | ---- | -------------------- | --------- |
| 1     | ESP  | Noel-Aman del Cerro  | 5,10 (PB) |
| 2     | RUS  | Vladimir Shcherbakov | 5,05      |
| 3     | IRQ  | Muntadher Abdulwahid | 5,05 (PB) |

Die Finalwettkämpfe wurden am 25. August ausgetragen.

### Weitsprung
| Platz | Land | Athlet           | Weite (m) |
| ----- | ---- | ---------------- | --------- |
| 1     | RUS  | Anatoli Rjapolow | 7,54      |
| 2     | JAM  | Obrien Wasome    | 7,44 (PB) |
| 3     | CHN  | Zhong Peifeng    | 7,37      |

Die Finalwettkämpfe wurden am 24. August ausgetragen.

### Dreisprung
| Platz | Land | Athlet           | Weite (m) |
| ----- | ---- | ---------------- | --------- |
| 1     | SUR  | Miguel van Assen | 16,15     |
| 2     | ITA  | Tobia Bocchi     | 16,01     |
| 3     | AZE  | Nazim Babayev    | 15,96     |

Die Finalwettkämpfe wurden am 25. August ausgetragen.
 Philipp Kronsteiner gewann mit 15,18 m (PB) das B-Finale und belegte Platz 9.

### Kugelstoßen
| Platz | Land | Athlet            | Weite (m)  |
| ----- | ---- | ----------------- | ---------- |
| 1     | POL  | Konrad Bukowiecki | 23,17 (PB) |
| 2     | ROU  | Andrei Toader     | 21,00      |
| 3     | GER  | Merten Howe       | 20,13      |

Die Finalwettkämpfe wurden am 24. August ausgetragen.

### Diskuswurf
| Platz | Land | Athlet         | Weite (m)  |
| ----- | ---- | -------------- | ---------- |
| 1     | CHN  | Cheng Yulong   | 64,14 (PB) |
| 2     | GER  | Clemens Prüfer | 63,52      |
| 3     | UKR  | Ruslan Walitow | 57,48 (PB) |

Die Finalwettkämpfe wurden am 23. August ausgetragen.

### Hammerwurf
| Platz | Land | Athlet             | Weite (m)  |
| ----- | ---- | ------------------ | ---------- |
| 1     | UKR  | Hlib Piskunow      | 82,65 (PB) |
| 2     | HUN  | Bence Halász       | 81,90      |
| 3     | EGY  | Ahmed Tarek Ismail | 78,59 (PB) |

Die Finalwettkämpfe wurden am 24. August ausgetragen.

### Speerwurf
| Platz | Land | Athlet              | Weite (m)  |
| ----- | ---- | ------------------- | ---------- |
| 1     | FRA  | Lukas Moutarde      | 74,48 (PB) |
| 2     | ROU  | Alexandru Novac     | 73,98      |
| 3     | HUN  | Márk Xavér Schmölcz | 72,40      |

Die Finalwettkämpfe wurden am 25. August ausgetragen.

## Mädchen

### 100 m
| Platz | Land | Athlet            | Zeit (s) |
| ----- | ---- | ----------------- | -------- |
| 1     | CHN  | Liang Xiaojing    | 11,65    |
| 2     | CYP  | Paraskevi Andreou | 11,71    |
| 3     | AUS  | Sam Geddes        | 11,76    |

Die Finalwettkämpfe wurden am 23. August ausgetragen.

### 200 m
| Platz | Land | Athlet          | Zeit (s) |
| ----- | ---- | --------------- | -------- |
| 1     | JAM  | Natalliah Whyte | 23,55    |
| 2     | UKR  | Dschojs Koba    | 23,94    |
| 3     | USA  | Brandee Johnson | 24,28    |

Die Finalwettkämpfe wurden am 24. August ausgetragen.
 Ina Huemer belegte mit 24,74 s Platz 7.

### 400 m
| Platz | Land | Athlet           | Zeit (s)   |
| ----- | ---- | ---------------- | ---------- |
| 1     | AUS  | Jessica Thornton | 52,50 (PB) |
| 2     | BRN  | Salwa Eid Naser  | 52,74 (PB) |
| 3     | GRN  | Meleni Rodney    | 53,33 (PB) |

Die Finalwettkämpfe wurden am 23. August ausgetragen.

### 800 m
| Platz | Land | Athlet            | Zeit (min)   |
| ----- | ---- | ----------------- | ------------ |
| 1     | GHA  | Martha Bissah     | 2:04,90 (PB) |
| 2     | ETH  | Hawi Alemu Negeri | 2:06,01 (PB) |
| 3     | GER  | Mareen Kalis      | 2:06,03      |

Die Finalwettkämpfe wurden am 23. August ausgetragen.

### 1500 m
| Platz | Land | Athlet              | Zeit (min)   |
| ----- | ---- | ------------------- | ------------ |
| 1     | ETH  | Kokeb Tesfaye Alemu | 4:15,38      |
| 2     | KEN  | Winfred Mbithe      | 4:17,91      |
| 3     | BRN  | Dalila Abdulkadir   | 4:18,36 (PB) |

Die Finalwettkämpfe wurden am 25. August ausgetragen.
 Konstanze Klosterhalfen belegte mit 4:21,02 min Platz 4.

### 3000 m
| Platz | Land | Athlet                   | Zeit (min)   |
| ----- | ---- | ------------------------ | ------------ |
| 1     | JPN  | Tomomi Musembi Takamatsu | 9:01,58 (PB) |
| 2     | GER  | Alina Reh                | 9:05,07      |
| 3     | ETH  | Berhan Demiesa Asgedom   | 9:06,10 (PB) |

Die Finalwettkämpfe wurden am 24. August ausgetragen.

### 100 m Hürden
| Platz | Land | Athlet          | Zeit (s)    |
| ----- | ---- | --------------- | ----------- |
| 1     | FRA  | Laura Valette   | 13,34 (=PB) |
| 2     | BLR  | Elwira Herman   | 13,38       |
| 3     | BEL  | Chloë Beaucarne | 13,61       |

Die Finalwettkämpfe wurden am 23. August ausgetragen.

### 400 m Hürden
| Platz | Land | Athlet                          | Zeit (s)   |
| ----- | ---- | ------------------------------- | ---------- |
| 1     | RSA  | Gezelle Magerman                | 57,91 (PB) |
| 2     | SVK  | Michaela Pešková                | 58,26 (PB) |
| 3     | DEN  | Anne Sofie Fruerskov Kirkegaard | 58,60 (PB) |

Die Finalwettkämpfe wurden am 25. August ausgetragen.
 Michelle Müller belegte mit 59,86 s im Finale Platz 5.

 Eileen Demes belegte mit 1:10,21 min im Finale Platz 8.

### 2000 m Hindernislauf
| Platz | Land | Athlet                     | Zeit (min)   |
| ----- | ---- | -------------------------- | ------------ |
| 1     | KEN  | Rosefline Chepngetich      | 6:22,67      |
| 2     | ETH  | Zewdinesh Mamo Teklemaream | 6:26,02      |
| 3     | HUN  | Lili Anna Tóth             | 6:31,92 (PB) |

Die Finalwettkämpfe wurden am 25. August ausgetragen.

### 5 km Gehen
| Platz | Land | Athlet                  | Zeit (min)    |
| ----- | ---- | ----------------------- | ------------- |
| 1     | CHN  | Ma Zhenxia              | 22:22,08 (SB) |
| 2     | MEX  | Valeria Ortuno Martinez | 23:19,27      |
| 3     | ITA  | Noemi Stella            | 23:38,10      |

Die Finalwettkämpfe wurden am 23. August ausgetragen.

### Hochsprung
| Platz | Land | Athlet             | Höhe (m)  |
| ----- | ---- | ------------------ | --------- |
| 1     | UKR  | Julija Lewtschenko | 1,89 (PB) |
| 2     | FRA  | Nawal Meniker      | 1,87 (PB) |
| 3     | CZE  | Michaela Hrubá     | 1,85      |

Die Finalwettkämpfe wurden am 24. August ausgetragen.
 Elodie Tshilumba belegte mit 1,81 m im Finale Platz 5.

 Selina Schulenburg belegte mit 1,78 m im Finale Platz 6.

 Salome Lang sprang im B-Finale 1,73 m und belegte Platz 12.

### Stabhochsprung
| Platz | Land | Athlet           | Höhe (m)  |
| ----- | ---- | ---------------- | --------- |
| 1     | SUI  | Angelica Moser   | 4,36 (PB) |
| 2     | VEN  | Robeilys Peinado | 4,10      |
| 3     | SLO  | Leda Kroselj     | 3,90      |

Die Finalwettkämpfe wurden am 23. August ausgetragen.
 Juliane Schulze belegte mit 3,70 m Platz 6.

### Weitsprung
| Platz | Land | Athlet           | Weite (m) |
| ----- | ---- | ---------------- | --------- |
| 1     | UKR  | Jelysaweta Baby  | 6,26 (PB) |
| 2     | ITA  | Beatrice Fiorese | 6,21      |
| 3     | USA  | Rhesa Foster     | 6,17 (PB) |

Die Finalwettkämpfe wurden am 23. August ausgetragen.
 Sharin Oziegbe sprang im B-Finale 5,40 m und belegte Platz 13.

### Dreisprung
| Platz | Land | Athlet          | Weite (m)  |
| ----- | ---- | --------------- | ---------- |
| 1     | FRA  | Yanis David     | 13,33 (PB) |
| 2     | AUS  | Tay-Leiha Clark | 13,06 (PB) |
| 3     | HUN  | Eszter Bajnok   | 13,01 (PB) |

Die Finalwettkämpfe wurden am 25. August ausgetragen.

### Kugelstoßen
| Platz | Land | Athlet                       | Weite (m) |
| ----- | ---- | ---------------------------- | --------- |
| 1     | RUS  | Aljona Bugakowa              | 18,95     |
| 2     | MEX  | Maria Fernanda Orozco Castro | 17,55     |
| 3     | GER  | Anika Nehls                  | 17,31     |

Die Finalwettkämpfe wurden am 24. August ausgetragen.

### Diskuswurf
| Platz | Land | Athlet           | Weite (m)  |
| ----- | ---- | ---------------- | ---------- |
| 1     | CHN  | Sun Kangping     | 52,79 (PB) |
| 2     | UKR  | Aljona Beljakowa | 51,64      |
| 3     | GER  | Lara Kempka      | 50,70      |

Die Finalwettkämpfe wurden am 23. August ausgetragen.

### Hammerwurf
| Platz | Land | Athlet                | Weite (m)  |
| ----- | ---- | --------------------- | ---------- |
| 1     | CHN  | Xu Xinying            | 68,35 (PB) |
| 2     | AUS  | Alexandra Hulley      | 68,35      |
| 3     | HUN  | Zsofia Matild Bacskay | 67,35      |

Die Finalwettkämpfe wurden am 24. August ausgetragen.

### Speerwurf
| Platz | Land | Athlet           | Weite (m)  |
| ----- | ---- | ---------------- | ---------- |
| 1     | BLR  | Hanna Tarasjuk   | 59,52 (PB) |
| 2     | GER  | Fabienne Schönig | 53,68      |
| 3     | JPN  | Nagisa Mori      | 52,27 (PB) |

Die Finalwettkämpfe wurden am 25. August ausgetragen.

## Gemischte Mannschaft

### 8 × 100 m Staffel
Die Finalwettkämpfe wurden am 24. August ausgetragen.
| Platz | Land            | Athlet | Zeit (min) |
| ----- | --------------- | --- | ---------- |
| 1     | Gemischtes Team | Merten Howe ( GER) Daou Bacar Aboubacar ( COM) Trae Williams ( AUS) Witthawat Thumcha ( THA) Maria Simancas ( VEN) Tatjana Blagoweschtschenskaja ( RUS) Lakeisha Ashley Warner ( IVB) Ioana Teodora Gheorghe ( ROU)                                                                    | 1:40,20    |
| 2     | Gemischtes Team | Jekaterina Alexejewa ( RUS) Oleksandr Malossilow ( UKR) Rachel Pace ( AUS) Mohamed Saad ( BRN) Chinne Okoronkwo ( USA) Amédée Manirakiza ( BDI) Coralie Gassama ( FRA) Sydney Siame ( ZAM) Ned Weatherly ( AUS) Beza Birhanu Zegeye ( ETH)                                             | 1:41,39    |
| 3     | Gemischtes Team | Sam Geddes ( AUS) Michaela Hrubá ( CZE) Noel-Aman del Cerro Vilalta ( ESP) Martin Nicolas Castanares Mariano ( URU) Wogene Sebisibe Sidamo ( ETH) Hussain Shahudhaan Fahumee ( MDV) Dhakirina Fatima ( COM) Salwa Eid Naser ( BRN) Nagisa Mori ( JPN) Domingos Sávio dos Santos ( TLS) | 1:43,60    |

 Fabienne Schönig belegte mit ihrem Team mit 1:44,77 min Platz 4.

 Mareen Kalis belegte mit ihrem Team mit 1:52,88 min Platz 7.

 Salome Lang belegte mit ihrem Team mit 1:52,99 min Platz 8.

 Clemens Prüfer startete in zwei Teams. Mit einem belegte er mit 1:54,59 min Platz 9, mit dem anderen schied er mit 1:46,29 min in der Qualifikation aus.

 Anika Nehls schied mit ihrem Team mit 1:44,25 min in der Qualifikation aus.

 Angelica Moser schied mit ihrem Team mit 1:44,47 min in der Qualifikation aus.

 Ina Huemer schied mit ihrem Team mit 1:45,41 min in der Qualifikation aus.

 Michelle Müller schied mit ihrem Team mit 1:45,97 min in der Qualifikation aus.

 Dominik Hufnagl schied mit seinem Team mit 1:46,82 min in der Qualifikation aus.

 Elodie Tshilumba schied mit ihrem Team mit 1:47,02 min in der Qualifikation aus.

 Eileen Demes schied mit ihrem Team mit 1:47,85 min in der Qualifikation aus.

 Philipp Kronsteiner schied mit seinem Team mit 1:49,47 min in der Qualifikation aus.

 Henrik Hannemann schied mit seinem Team mit 1:49,58 min in der Qualifikation aus.

 Tom Elmer schied mit seinem Team mit 1:49,79 min in der Qualifikation aus.

 Selina Schulenburg schied mit ihrem Team mit 1:50,24 min in der Qualifikation aus.

 Lara Kempka schied mit ihrem Team mit 1:52,13 min in der Qualifikation aus.

 Sharin Oziegbe schied mit ihrem Team mit 1:53,49 min in der Qualifikation aus.

 Konstanze Klosterhalfen schied mit ihrem Team mit 1:54,37 min in der Qualifikation aus.

 Alina Reh schied mit ihrem Team mit 1:54,39 min in der Qualifikation aus.

## Medaillenspiegel
|       | Medaillenspiegel     | Medaillenspiegel | Medaillenspiegel | Medaillenspiegel | Medaillenspiegel |
| Platz | Land                 | G                | S                | B                | Gesamt           |
| ----- | -------------------- | ---------------- | ---------------- | ---------------- | ---------------- |
| 1     | China                | 6                | –                | 1                | 7                |
| 2     | Äthiopien            | 3                | 3                | 2                | 8                |
| 3     | Ukraine              | 3                | 2                | 1                | 6                |
| 4     | Russland             | 3                | 2                | –                | 5                |
| 5     | Frankreich           | 3                | 1                | 1                | 5                |
| 6     | Jamaika              | 3                | 1                | –                | 4                |
| 7     | Japan                | 2                | 2                | 1                | 5                |
| 7     | Kenia                | 2                | 2                | 1                | 5                |
| 9     | Vereinigte Staaten   | 2                | –                | 2                | 4                |
| 10    | Australien           | 1                | 2                | 3                | 6                |
| 11    | Gemischte Mannschaft | 1                | 1                | 1                | 3                |
| 12    | Belarus              | 1                | 1                | –                | 2                |
| 13    | Ghana                | 1                | –                | –                | 1                |
| 13    | Polen                | 1                | –                | –                | 1                |
| 13    | Südafrika            | 1                | –                | –                | 1                |
| 13    | Spanien              | 1                | –                | –                | 1                |
| 13    | Suriname             | 1                | –                | –                | 1                |
| 13    | Schweiz              | 1                | –                | –                | 1                |
| 13    | Sambia               | 1                | –                | –                | 1                |
| 20    | Deutschland          | –                | 4                | 4                | 8                |
| 21    | Italien              | –                | 2                | 1                | 3                |
| 21    | Mexiko               | –                | 2                | 1                | 3                |
| 23    | Botswana             | –                | 2                | –                | 2                |
| 23    | Rumänien             | –                | 2                | –                | 2                |
| 25    | Ungarn               | –                | 1                | 4                | 5                |
| 26    | Bahamas              | –                | 1                | 1                | 2                |
| 27    | Burkina Faso         | –                | 1                | –                | 1                |
| 27    | Zypern               | –                | 1                | –                | 1                |
| 27    | Slowakei             | –                | 1                | –                | 1                |
| 27    | Tunesien             | –                | 1                | –                | 1                |
| 27    | Uganda               | –                | 1                | –                | 1                |
| 27    | Venezuela            | –                | 1                | –                | 1                |
| 33    | Aserbaidschan        | –                | –                | 1                | 1                |
| 33    | Bahamas              | –                | –                | 1                | 1                |
| 33    | Belgien              | –                | –                | 1                | 1                |
| 33    | Chinesisch Taipeh    | –                | –                | 1                | 1                |
| 33    | Tschechien           | –                | –                | 1                | 1                |
| 33    | Dänemark             | –                | –                | 1                | 1                |
| 33    | Dschibuti            | –                | –                | 1                | 1                |
| 33    | Ägypten              | –                | –                | 1                | 1                |
| 33    | Grenada              | –                | –                | 1                | 1                |
| 33    | Irak                 | –                | –                | 1                | 1                |
| 33    | Marokko              | –                | –                | 1                | 1                |
| 33    | Slowenien            | –                | –                | 1                | 1                |
| 33    | Südkorea             | –                | –                | 1                | 1                |
| Total | Total                | 37               | 37               | 37               | 111              |